# Schlacht von Korinth
Die Schlacht von Korinth war Teil des Korinthischen Kriegs, aus der um 392 v. Chr. bei einem spartanischen Eingreifen in eine innenpolitische Streitigkeit in Korinth ein strategisch bedeutungsloser Sieg der Spartaner über Einheiten der Athener, Argiver, Korinther und Böotier resultierte.

## Ausgangslage
Im Verlauf des Korinthischen Kriegs hatte sich in Korinth als der Polis, deren Gebiet und Menschen am meisten unter den Feldzügen zu leiden hatten, eine große Fraktion gebildet und unter Führung von Aristokraten artikuliert, dass man sich nach dem Bündniswechsel von 395 lieber wieder den Spartanern anschließen solle. In einem rohen Gewaltakt wurden die Meinungsführer dieser Fraktion ermordet, und die Stadt lehnte sich stark an Argos an. Durch das rigorose Vorgehen bei der Aktion und in der Zeit danach sahen sich viele Korinther der Gefahr des staatlichen Untergangs gegenüber, Argos strebte eine Integration der Stadt in sein Staatswesen an. Gegner dieser Perspektive wandten sich an den spartanischen Kommandanten in Sikyon, der mit einem Regiment (mora) diese Frontstadt sicherte. Die Verbindungsmänner gaben an, die langen Mauern zwischen Korinth und dem Hafenplatz Lechaion öffnen zu können. Der Kommandant Praxitas ging auf den Vorschlag ein. Mit seinem Regiment, Streitkräften aus Sikyon und Verbannten aus Korinth, zog er nächtens zu der Mauer, die ihnen geöffnet wurde. Die eilends gerufenen Bundesgenossen sollten schnellstmöglich hinzustoßen.
Die Truppe zog durch die Öffnung und ging zunächst mit Front zur Stadt in Stellung, verstärkt durch Palisade und Graben. Angelehnt an die östliche Mauer standen die Korinther, rechts davon die Sikyonier und auf dem rechten Flügel das Regiment des spartanischen Bürgerheeres. Den Abstand bis zur westlichen Mauer befestigten sie anscheinend feldmäßig. Am zweiten Tag trafen die Gegner ein, die sich gleichfalls im Raum zwischen den Mauern aufstellten: An die Mauer angelehnt Peltasten unter dem Athener Iphikrates, danach die aus Argos herangeeilte Eingreiftruppe und schließlich die Korinther aus der Stadt auf dem linken Flügel. Im Rücken des spartanischen Heeres befand sich schließlich noch eine böotische Besatzung des Hafenplatzes. Die Heeresgrößen festzustellen, ist kaum möglich. Das spartanische Regiment könnte an die 600 bis 800 Mann umfasst haben, die verbannten Korinther waren laut Xenophon ungefähr 150. Die Zahl der Sikyonier ist nicht überliefert. Jedenfalls waren die Gegner der Spartaner in großer Überzahl.

## Verlauf der Schlacht
Die Argiver marschierten anscheinend als Erste auf ihr Gegenüber, die Sikyonier, los und schlugen sie rasch in die Flucht. Sie rissen die Befestigungen nieder und verfolgten den Feind in Richtung Küste. Die Sikyonier hatten große Verluste. Auch die Reiterei der Spartaner konnte das nicht verhindern, hatte im Gegenteil selbst Tote zu beklagen, so fiel auch der abgesessene Reiterführer. 
Derweil hatten die verbannten Korinther ihre Gegner, die Peltasten des Iphikrates, in die Flucht geschlagen und folgten ihnen bis unter die Stadtmauern von Korinth. Nach Lücken im Überlieferungstext des Xenophon sehen wir die Spartaner dabei, den Argivern nachzusetzen, was wohl bedeutet, dass sie die Korinther aus dem Feld geschlagen hatten. Die Argiver wandten sich von der Vernichtung der Sikyonier ab und versuchten, im Laufschritt der Einkreisung durch die Spartaner zu entkommen. Dabei wurden sie in der ungedeckten Flanke gefasst und suchten nun an die Mauer gepresst ihr Heil in der Flucht nach Korinth. Als aber die verbannten Korinther ihnen in den Weg traten, brach offenbar eine heillose Panik aus. Die Spartaner und verbannten Korinther schlossen die Gegner ein und töteten auf engem Raum sehr viele. Unter den Toten war auch ein großer Teil der böotischen Besatzung des Hafens. Die Männer hatten sich wohl bei den Kämpfen an der Küste den Argivern angeschlossen oder versuchten, sie über die Mauern zu befreien. Über die Verluste beider Seiten gibt es keine Zahlen, allerdings berichtet Xenophon über Berge von toten Argivern an der Mauer.
Als das Gemetzel vorüber war, trafen die Bundesgenossen der Spartaner ein. Praxitas ließ die Mauern einreißen, besetzte Lechaion, dazu zwei östlich von Korinth gelegene Orte und befestigte und besetzte einen korinthischen Ort im Grenzgebiet zu Sikyon. Dann entließ er die Truppen der Bundesgenossen.

## Folgen der Schlacht
Die Lakedaimonier hatten durch diesen ad hoc ausgeführten Zug die unangenehme Unterbrechung ihrer Bewegungsfreiheit durch die korinthischen Mauern beseitigt, besetzten den für Korinth wichtigen Hafen Lechaion und weitere Plätze rund um die Stadt. Allerdings war der Sieg nicht entscheidend. Korinth war nicht erobert worden und somit weiterhin auf Seite der Gegner. Im Gegenteil wurde dieser bald wieder in Form der Peltasten des Iphikrates aktiv, die sich wohl aus der Schlacht hatten retten können. Die Athener schlossen bald darauf wieder die Bresche in der Mauer. Die spartanische Besatzung von Lechaion hinderte sie nicht daran. Durch den Untergang der Besatzungstruppe von Lechaion einige Zeit darauf zeigte sich, dass Sparta nicht in der Lage war, die Situation nachhaltig zu seinen Gunsten zu verändern.